# Spider (snooker)

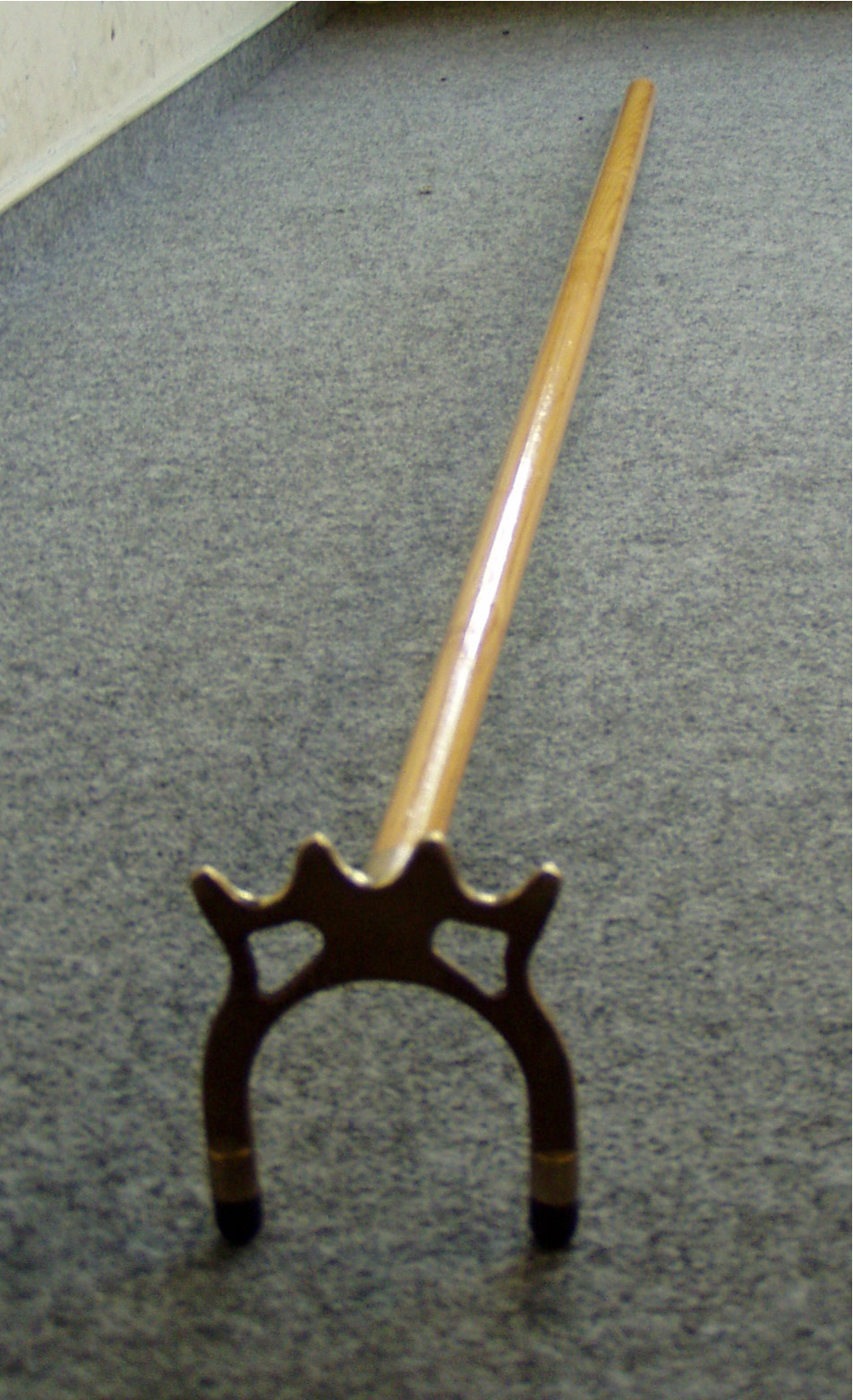
Pająk

Pająk (ang. spider) – przyrząd snookerowy (tzw. rest). Charakteryzuje się długimi 'nogami', dzięki którym można zagrać bilę z wysoka (tzn. przy wysoko podniesionym kiju).
Pająk jest często używany przy wychodzeniu z chińskiego snookera.